# أنكلجون
الأنكلجون (الاسم العلمي:†Ankalagon) هو جنس منقرض من الثدييات يتبع الفصيلة الميزنيقات من رتبة الميزنيقيات.